# En todos los sentidos
En todos los sentidos is het vijfde Spaanstalige studioalbum van de Italiaanse zanger Eros Ramazzotti. Het werd uitgebracht in juni 1990. De nummers op het album zijn grotendeels vertalingen van de oorspronkelijk Italiaanse versie, In ogni senso. De titels van enkele nummers veranderden daarbij aanzienlijk. Dolce Barbara ("Lieve Barbara") werd Un atardecar violento ("een gewelddadige schemering"). Andare... in ogni senso werd Soñar es gratis ("dromen is gratis").

## Nummers
1. Si basasen un par de canciones (5:06)
2. Una calle al cielo (4:21)
3. Amor en contra (4:24)
4. Toma la luna (3:49)
5. Taxi Story (3:59)
6. Un atardecer violento (4:05)
7. Amarte es total (duet met Antonella Bucci) (4:22)
8. Canciones Lejanas (4:49)
9. Querida profe (3:58)
10. Cantico (5:44)
11. Dime que dia es (4:33)
12. Soñar es gratis (duet met Piero Cassano) (2:20)